# 取り持ち女 (ディルク・ファン・バビューレンの絵画)
『取り持ち女』（とりもちおんな、蘭: De koppelaarster、独: The Procuress）は、オランダ黄金時代の画家ディルク・ファン・バビューレンが描いた絵画。ファン・バビューレンはバロック初期のイタリア人画家カラヴァッジョからの影響を強く受けたユトレヒト・カラヴァッジョ派 (en:Utrecht Caravaggism) と呼ばれる画派の中心人物であり、この作品もカラヴァッジョ風の作風で描かれている。

## 構成
『取り持ち女』には3名の人物像が描かれている。左から娼婦、娼婦を買う男の客、そして娼婦と客を仲介する取り持ち女であり、取り持ち女の手の仕草は、この娼婦の代金が高いことを意味している。男の指は貨幣をつまんでおり、右腕はリュートを爪弾く娼婦の肩にまわされている。風俗画の中でも「売春宿 (Bordeeltjes )」とよばれる有名なジャンルの好例といえる作品である。何もない背景に対して画面前面一杯に人物像を押し込める構成は、ユトレヒト・カラヴァッジョ派の典型ともいえる作風である。
『取り持ち女』には、少なくとも三つのヴァージョンがある。アムステルダム国立美術館が所蔵するヴァージョン2点 とボストン美術館が所蔵するヴァージョン が、ファン・バビューレン作、あるいはファン・バビューレンの工房作とされている。『取り持ち女』の複製品を所蔵していた人物に、オランダ人画家ヨハネス・フェルメールの義母（妻カタリーナの母）であるマーリア・ティンスがいる。フェルメールは義母が所有していた『取り持ち女』を自身の作品2点の背景に描いている。また、ロンドンのロンドン大学付属コートールド美術研究所が所有する複製品は、20世紀の有名な贋作者ハン・ファン・メーヘレンが描いたものであることが判明している。この顛末はBBCのテレビ番組で、美術品の真贋を鑑定するドキュメンタリーシリーズ『偽物かお宝か』 (en:Fake or Fortune?) の3番目のエピソードとして放映された。

## フェルメール

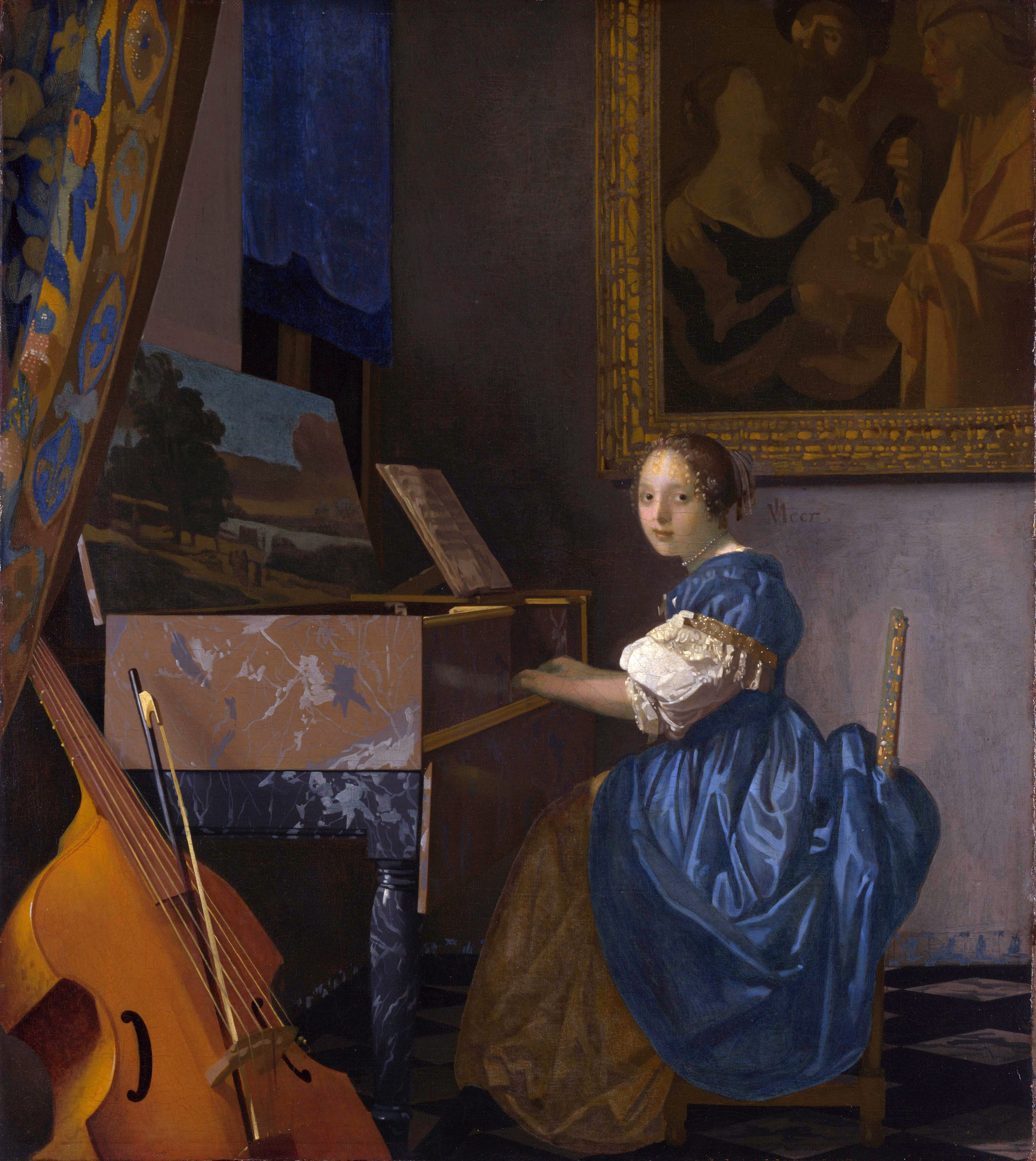
『ヴァージナルの前に座る女』（1675年頃）
ヨハネス・フェルメール、ナショナル・ギャラリー（ロンドン）
背景の壁に『取り持ち女』がかけられている

フェルメールの義母マーリア・ティンスが所有していた『取り持ち女』は、フェルメールの初期の作品で、似た画題の同名作品『取り持ち女』（1656年）に影響を与えた可能性がある。また、フェルメールが描いた『合奏』（1664年ごろ）と『ヴァージナルの前に座る女』（1670年ごろ）の背景には、義母が所有していた「取り持ち女」が描かれている。この2点のフェルメールの作品に描かれた優雅な「取り持ち女」は、明白な情欲が描写されたファン・バビューレンの表現とは一線を画しているが、中流階級の女性を好んで描いたフェルメールの作品に官能性を与える効果となっている。そして両者の表現の違いが「音楽と性愛との関係性をより深めて」暗示することにつながっている。フェルメールが『合奏』と『ヴァージナルの前に座る女』に描いた「取り持ち女」は、猥雑な写実主義で描かれたファン・バビューレンの『取り持ち女』と違って、フェルメール独特の繊細で抑制された筆致で描かれている。マイケル・ウェイン・コールとマリー・パルドは、フェルメールの「取り持ち女」からはいかがわしい側面が拭い去られているとしている。前時代的な猥雑な作風で描かれたファン・バービュレンの『取り持ち女』を背景に描くことによって「フェルメールが描く独特の優雅な新しい世界に深みを与えている」としている。

## コートールド美術研究所の『取り持ち女』
1960年にイギリス人美術史家ジェフリー・ウェッブ (en:Geoffrey Webb) が、コートールド美術研究所に『取り持ち女』の別ヴァージョンを持ち込んだ。ウェッブは、第二次世界大戦中にナチスが収奪した美術品を調査する立場にあった、連合国側の仕官だった人物である。ウェブはこのヴァージョンが、著名な贋作者でフェルメールなどの贋作を多く制作したハン・ファン・メーヘレンによるものだと確信しており、コートールド美術研究所にも自身の見解を伝えていた。この告発に対しファン・メーヘレンは、この作品は妻が古美術屋で購入した絵画だと反論している。当初からこのヴァージョンは贋作だと疑われていたが、真贋を巡る議論は長く続いた。2009年になって科学的な検証が開始され、使用されている顔料には現代のものが用いられていないことが判明して、この作品はおそらく真作ではないかという調査結果が出た。コートールド美術研究所の広報担当は、この調査結果に対し「驚愕している」というコメントを発表したが、調査結果はこの作品が「17世紀の絵画と思われる」ということを示唆するものだった。
この調査結果を受けて、BBCの美術品の真贋を鑑定するドキュメンタリーシリーズ『偽物かお宝か』が、この作品に対するさらなる調査を続行することとなった。この検証番組が最初に放映されたのは2011年7月である。イギリス人画商、美術史家フィリップ・モールドとジャーナリストのフィオナ・ブルースがアムステルダムへ渡り、ファン・メーヘレンが描いた贋作に使用されている顔料のサンプルを入手した。このサンプルから、フェノールと見られる人工的な樹脂が発見された。フェノール樹脂は、ファン・メーヘレンが顔料の硬化促進と、描いた贋作が実際は新しい作品であることを隠すために使用していたものである。そして、化学的分析によってコートールド美術研究所の『取り持ち女』からもフェノール樹脂が発見され、この作品が現代に描かれた贋作だったことが証明された。ファン・メーヘレンがこの手法を用いた唯一の贋作者として知られることから、コートールド美術研究所の『取り持ち女』もやはりファン・メーヘレン作だとされている。
この作品は、おそらくフェルメールの贋作として制作されたと考えられている。そして皮肉なことに、17世紀に工房で制作されたファン・バビューレンの複製画よりも、このファン・メーヘレンの贋作のほうが金銭的価値が高くなるという結果を招くことになった。